# Alexis Charost
Alexis Charost (ur. 14 listopada 1860 w Le Mans, zm. 7 listopada 1930 w Rennes) – francuski duchowny katolicki, kardynał, arcybiskup Rennes.

## Życiorys
Święcenia kapłańskie przyjął 19 maja 1883 roku w Le Mans. Studiował na Uniwersytecie Katolickim w Angers. Był wykładowcą w szkole w Sainte-Croix w latach 1883–1892, a w latach 1894–1899 był sekretarzem arcybiskupa Rennes. 14 lutego 1913 roku otrzymał nominację na biskupa tytularnego Mliletopoli i biskupa pomocniczego archidiecezji Cambrai i jednocześnie wikariuszem generalnym w Lille. Konsekracja biskupia odbyła się 13 maja 1913 roku w archikatedrze metropolitalnej w Rennes. Sakrę biskupią przyjął z rąk kard. Augusta-Rene Dubourga arcybiskupa Rennes. Po erygowaniu diecezji Lille został mianowany jej pierwszym biskupem ordynariuszem 21 listopada 1913 roku. 18 czerwca 1920 roku mianowany koadiutorem arcybiskupa Rennes z prawem następstwa i podniesiony do godności arcybiskupa tytularnego Chersoneso. 22 września 1921 roku objął urząd arcybiskupa metropolity Rennes. Na konsystorzu 11 grudnia 1922 roku papież Pius XI wyniósł go do godności kardynalskiej z tytułem kardynała-prezbitera S. Mariae de Victoria. Zmarł 7 listopada 1930 roku w Rennes.